# Рожок, Сергей Владимирович
Серге́й Влади́мирович Рожо́к (укр. Сергій Володимирович Рожок; 25 апреля 1985, Репки, Черниговская область — 23 января 2024, Северодонецкий район, Луганская область) — украинский футболист, полузащитник и военнослужащий ВСУ, участник российско-украинской войны.

## Биография

### Клубная карьера
В ДЮФЛ выступал за «Славутич» и киевское «Динамо». 25 марта 2001 года дебютировал в «Динамо-3» в матче против «Черногоры» (1:0). 19 марта 2002 года дебютировал за «Динамо-2» в матче против иванофранковского «Спартака» (3:1). Зимой 2005 года перешёл в симферопольскую «Таврию», дебютировал 16 апреля 2005 года в матче против днепропетровского «Днепра» (1:1). Летом 2005 года перешёл в ужгородское «Закарпатье». Зимой 2006 года перешёл в киевское ЦСКА. Зимой 2007 года перешёл в ФК «Харьков». После снова выступал за столичный ЦСКА и также черниговскую «Десну». Летом 2008 года перешёл в киевскую «Оболонь». В сезоне 2008/09 помог выйти «пивоварам» в Премьер-лигу.
21 июня 2011 года подписал контракт с одесским «Черноморцем», соглашение рассчитано на 3 года. В январе 2014 года перешёл в кировоградскую «Звезду».

### Карьера в сборной
Выступал за юношескую сборную Украины до 17 лет и молодёжную сборную Украины до 21 года.

## Гибель
После полномасштабного вторжения России, уже 25 февраля 2022 года вступил в ряды ВСУ, участвовал в боях за Бахмут. В войсках взял себе позывной «Футбол». Погиб 23 января 2024 года в результате артиллерийско-миномётного обстрела близ поселка Диброва, в ходе боев в Луганской области. Похоронен на Лесном кладбище в Киеве

## Достижения
- Обладатель Кубка Белоруссии: 2012/13
- Серебряный призёр Первой лиги: 2008/09